# Austroterpna paratorna
Austroterpna paratorna är en fjärilsart som beskrevs av Edward Meyrick 1888. Austroterpna paratorna ingår i släktet Austroterpna och familjen mätare. Inga underarter finns listade i Catalogue of Life.

## Bildgalleri

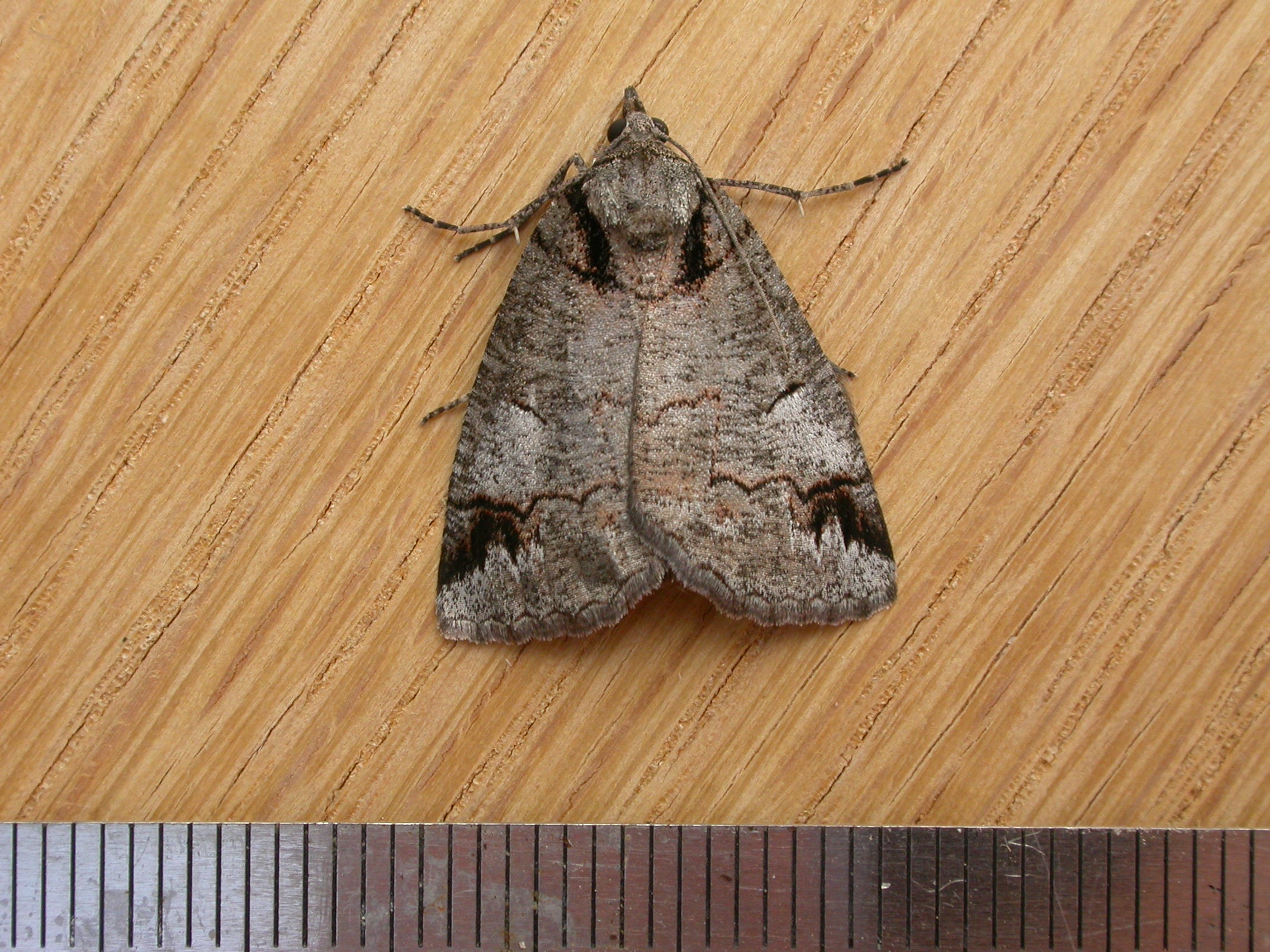
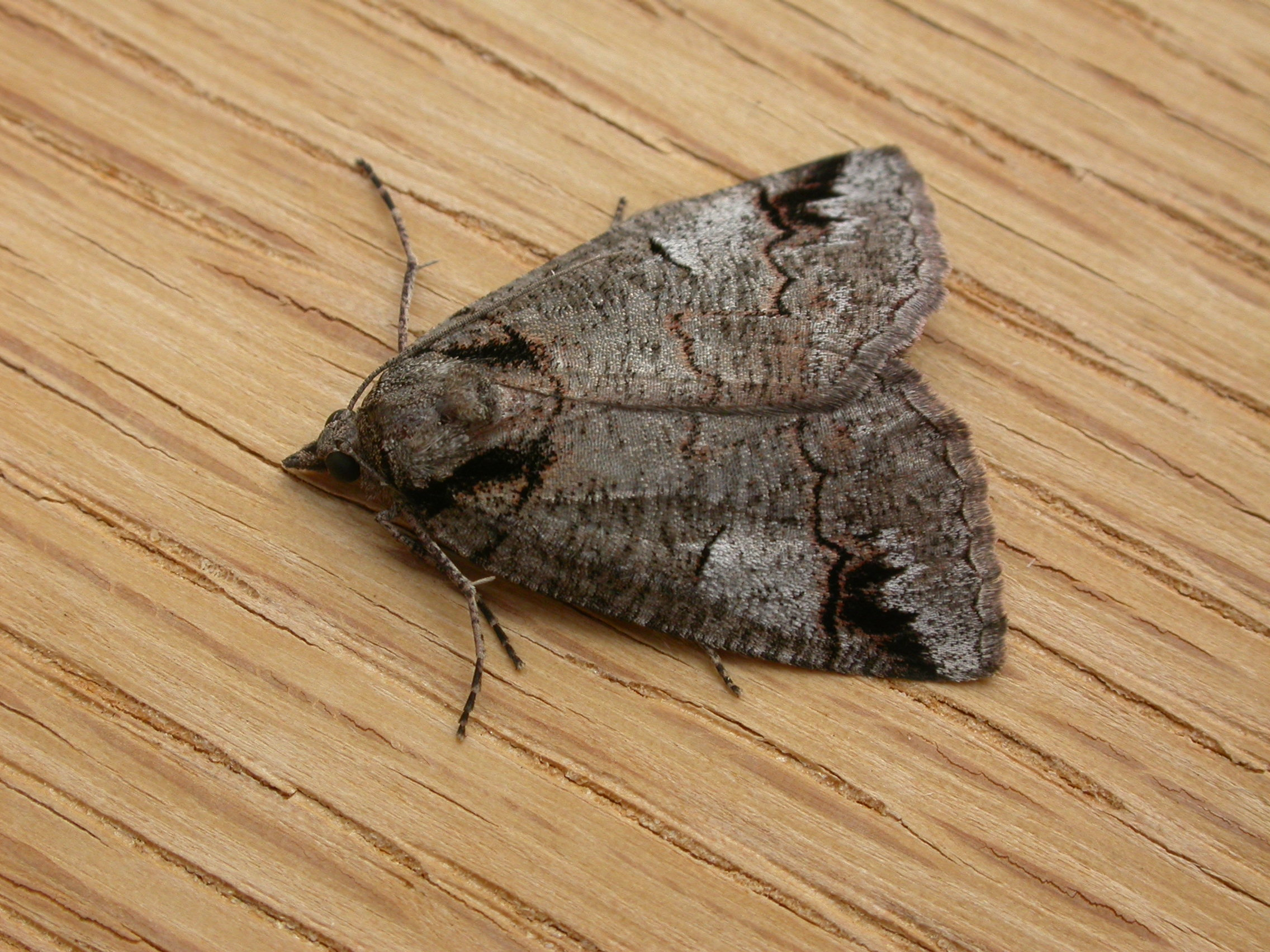
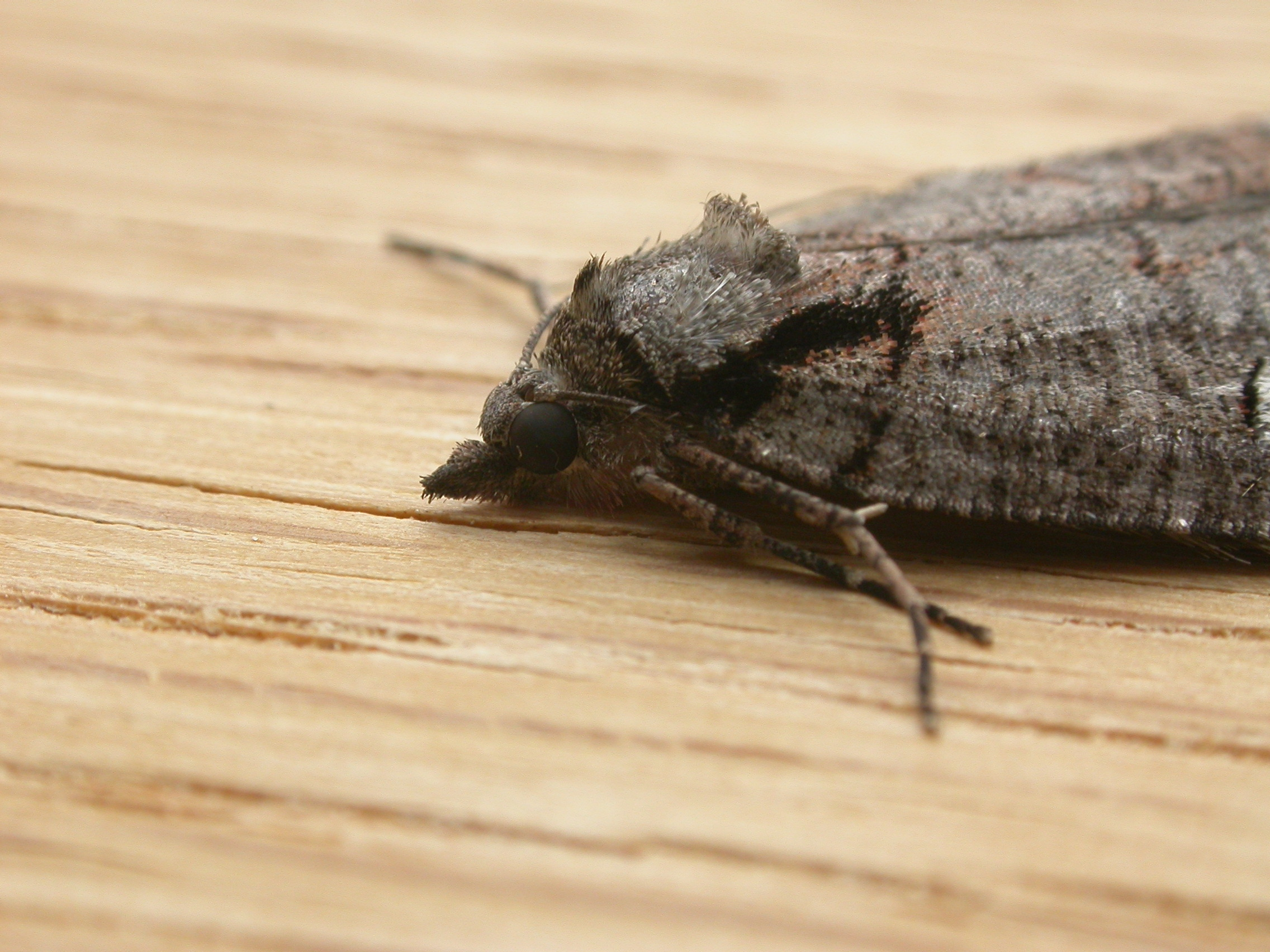
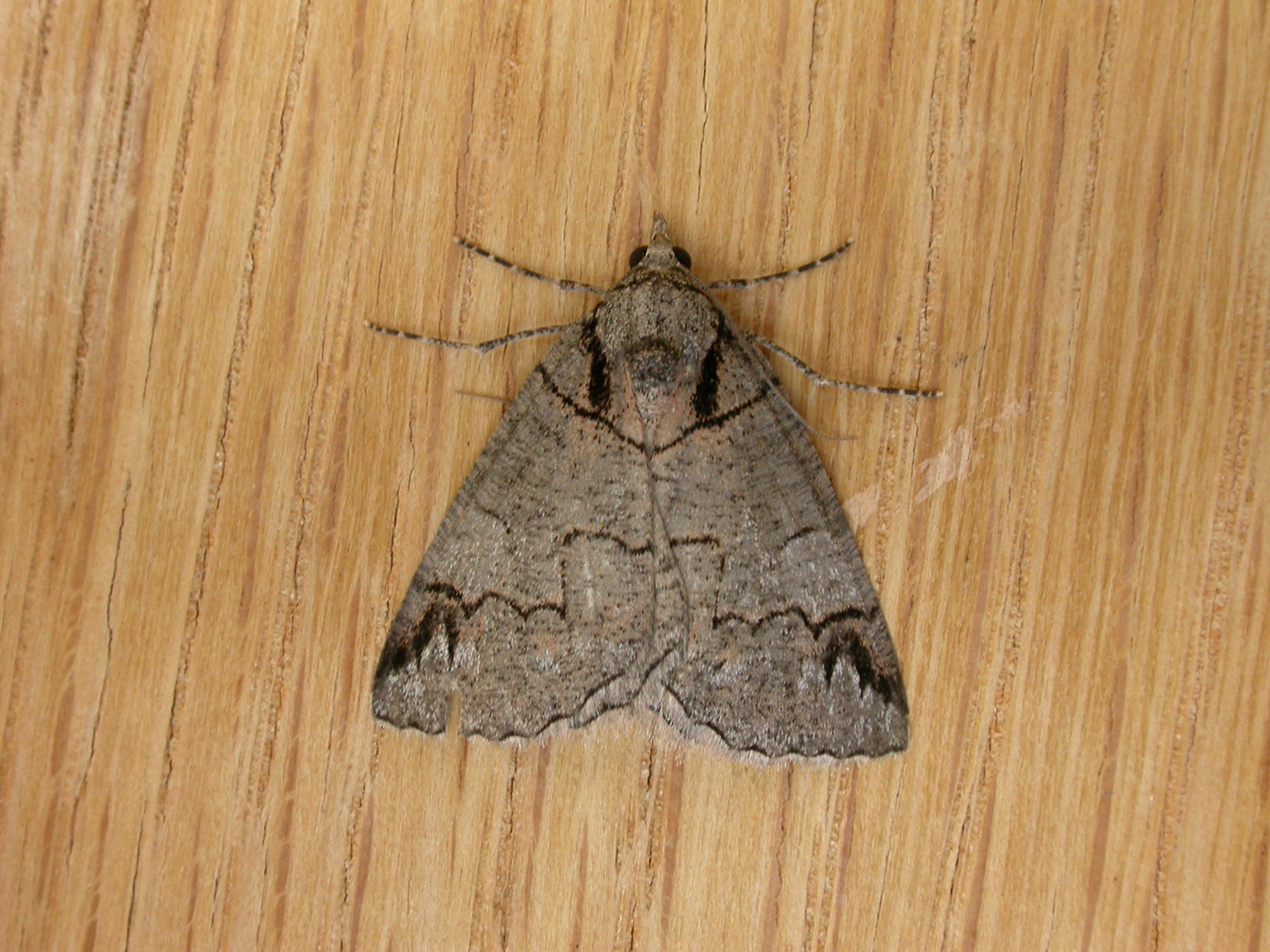